# Gaddo Gaddi
Gaddo Zenobi (Gaddo Gaddi, de acordo com Giorgio Vasari) (1240 - Florença , 1312) foi um pintor italiano do século XIII, fundador da família Gaddi e cujo filho, Taddeo Gaddi, também era pintor. 
Gaddo trabalhou na segunda metade século XIII, principalmente com mosaicos. São atribuídas a ele algumas partes dos mosaicos no teto do Batistério de São João, em Florença, realizados com a colaboração de Andrea Tafi. Outras obras podem ser vistas na Basílica de Santa Maria del Fiore e a Santa Maria Novella, em Florença, na Catedral de Pisa e em Roma, na Basílica de São Pedro e na Basílica de São João de Latrão (onde finalizou obras de Jacopo Torriti). 